# Charles Brune

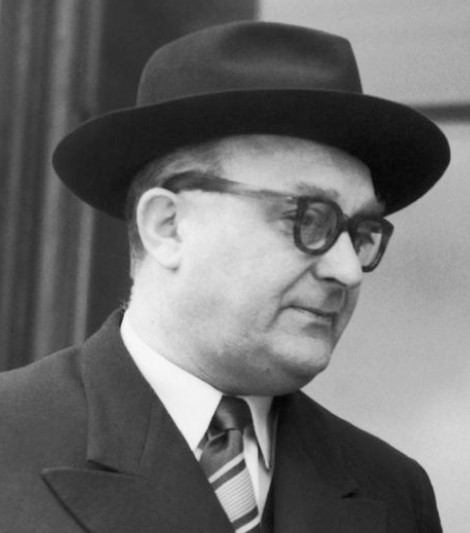
Charles Brune (1952)

Charles Brune (Arbois, 31 juli 1891 – Parijs, 13 januari 1956), was een Frans liberaal politicus.

## Biografie
Charles Brune werd in 1891 geboren in Arbois in het departement Jura. Hij volgde een opleiding tot dierenarts en was als zodanig werkzaam. Hij vocht als militair tijdens de Eerste Wereldoorlog en werd onderscheiden met het oorlogskruis (Croix de Guerre).
Charles Brune werkte na de Eerste Wereldoorlog op het ministerie van Landbouw. In 1935 werd hij voor de Parti Radical-Socialiste (PRS, Radicaal-Socialistische Partij) in de gemeenteraad van Chartres gekozen. In 1938 werd hij inspecteur-generaal van de Veterinaire Dienst.
Charles Brune werd na de Tweede Wereldoorlog in de Raad van de Republiek (Conseil de la République) gekozen voor het departement Eure-et-Loir (1946, herkozen in 1948). Van 1949 tot 1950 was hij fractievoorzitter van de Rassemblement des Gauches Républicaines et de la Gauche Démocratique (RGR, Groepering van Linkse Republikeinen en van de Linkse Democratie).

## Ministersposten
Charles Brune was van 7 februari 1950 tot 11 augustus 1951 minister van Posterijen, Telegrafie en Telefonie. Van 11 augustus 1951 tot 28 juni 1953 was hij minister van Binnenlandse Zaken.
Hij overleed in januari 1956 te Parijs op 64-jarige leeftijd.

## Onderscheidingen
- Croix de Guerre 1914-1918 (Oorlogskruis)
- Legioen van Eer

## Verwijzingen
1. ↑  De Conseil de la République was een soort Eerste Kamer tijdens de Vierde Franse Republiek die de Senaat verving
2. ↑  Ondanks de term "Gauche"(links), was de RGR een bundeling van centrumrechtse partijen, waaronder de PRS

- Bibliothèque nationale de France: cb113338591 (data)
- International Standard Name Identifier: 0000 0000 6983 3319
- Base Léonore: 19800035/132/16655
- Système universitaire de documentation: 159342759
- Virtual International Authority File: 95322127